# Scaphyglottis modesta
Scaphyglottis modesta es una especie de orquídea perteneciente a la familia Orchidaceae.

## Hábitat
Encontrado en Cuba, República Dominicana, Islas de Sotavento, Puerto Rico, Islas de Barlovento, Trinidad y Tobago, Costa Rica, Panamá, Colombia, Venezuela, Ecuador, Guayana Francesa, Guyana, Bolivia y Brasil en elevaciones de 100 a 1000 m s. n. m.

## Descripción
Son plantas de pequeño tamaño, cada vez más desarrollada en climas calientes,  epífita o litófita con un rizoma corto que da lugar a la caña, cilíndrica a fusiforme con muchos tallos ramificados envueltos en vainas basales y que florece en el verano en una inflorescencia terminal.

## Sinonimia
- Ponera modesta (Rchb.f.) Rchb.f. 1876
- Ponera felskyi Rchb.f. 1876
- Ponera striolata Rchb.f. 1876
- Scaphyglottis felskyi (Rchb.f.) Schltr. 1919
- Tetragamestus antillanus Schltr. 1922
- Scaphyglottis striolata (Rchb.f.) Correll 1941 [2]